# Romano Stekkel
Romano Stekkel (Paramaribo, 9 november 1986) is een Surinaams voetballer die speelt als middenvelder.

## Carrière
Stekkel speelde van 2010 tot 2013 voor SV Robinhood en werd met de club kampioen in 2011/12. Hij maakte nadien de overstap naar Inter Moengotapoe, hij werd met hen vier keer landskampioen en won een beker. In het seizoen 2018/19 speelde hij in de tweede klasse voor SV Happy Boys.
Hij speelde in 2012 en 2013 elf interlands voor Suriname.

## Erelijst
- Surinaams landskampioen: 2011/12, 2013/14, 2014/15, 2015/16, 2016/17
- Surinaamse voetbalbeker: 2016/17